# Krigia cespitosa
Krigia cespitosa là một loài thực vật có hoa trong họ Cúc. Loài này được (Raf.) K.L.Chambers mô tả khoa học đầu tiên năm 1973.